# Lepismium
Lepismium é um gênero botânico da família cactaceae.

## Sinonímia
- Acanthorhipsalis (K.Schum.) Britton & Rose
- Acanthorhipsalis Kimnach
- Pfeiffera Salm-Dyck

## Espécies
Lepismium bolivianum

Lepismium crenatum

Lepismium cruciforme

Lepismium houlletianum

Lepismium monacanthum

Lepismium paranganiense

Lepismium lumbricoides

Lepismium warmingianum

e outras.